# Alfa Romeo Tipo 312
La Tipo 312 è un'autovettura da competizione prodotta dall'Alfa Romeo nel 1938. Il modello è anche conosciuto come 312 e 12C-312.

## Storia
Ha partecipato al Campionato europeo di automobilismo del 1938, ed è stata condotta da Raymond Sommer, Nino Farina, Eugenio Siena, Clemente Biondetti, Carlo Pintacuda, Jean-Pierre Wimille, Gianfranco Comotti, Piero Taruffi e Pietro Ghersi.
La Tipo 312 è stata una delle tre Alfa Romeo progettate dalla casa automobilistica milanese per competere con le nuove regole della stagione citata. I tre modelli differivano principalmente per il motore. Le altre due vetture erano la Tipo 308 e la Tipo 316. Mentre questi ultimi due modelli avevano installato, rispettivamente, un otto cilindri in linea ed un V16, la Tipo 312 aveva montato un V12 a 60° anteriore e longitudinale, da 2.995 cm³ di cilindrata. Questo propulsore era sovralimentato ed erogava 320 CV di potenza a 6.500 giri al minuto. Il motore del modello era più potente di quello della Tipo 308, ma ciò non bastò a rendere competitiva la vettura con le rivali tedesche. Le sospensione erano indipendenti. La Tipo 312 derivava dalla 12C-37, e rispetto ad essa aveva una migliore maneggevolezza.